# Miss Édith
Miss Édith (état-civil inconnu) est une actrice française du cinéma muet.

## Biographie
On ne sait rien de l'actrice qui tourna sous le nom de Miss Edith avant et pendant la Grande Guerre. Tout au plus, peut-on supposer qu'elle venait du music-hall comme d'autres actrices qui, à cette époque en France, portaient le même type de pseudonyme comme Miss Leonora (qui tourna également avec Louis Feuillade), Miss California (connue dans un film d'Henri Pouctal et un autre de Camille de Morlhon en 1911) ou encore Miss Campton qui endossa le rôle-titre des sept courts-métrages de la série Maud de 1912 à 1915.
Miss Edith a tourné dans une dizaine de films produits par la société Gaumont entre 1912 et 1916.

## Filmographie
- 1912 : Au pays des lions de Louis Feuillade[5]
- 1912 : Amour d'automne de Louis Feuillade[6]
- 1912 : La Hantise de Louis Feuillade : Josépha de Delphes
- 1912 : Le Noël de Francesca de Louis Feuillade[7]
- 1912 : Olga, the adventuress (réalisateur américain anonyme) : Olga
- 1912 : Le Maléfice de Louis Feuillade
- 1913 : Le Guet-apens de Louis Feuillade : Dolorès
- 1913 : Les Chasseurs de lions de Louis Feuillade : Mme Brémond
- 1913 : Le Baiser rouge de Georges-André Lacroix et Maurice Mariaud
- 1915 : Les Vampires 6 : Les Yeux qui fascinent de Louis Feuillade : la comtesse de Kerlor
- 1915 : Les Vampires 7 : Satanas de Louis Feuillade : la comtesse de Kerlor